# Hautecloque
Hautecloque é uma comuna francesa na região administrativa de Altos da França, no departamento de Pas-de-Calais. Estende-se por uma área de 6,84 km². Em 2010 a comuna tinha 218 habitantes (densidade: 31,9 hab./km²).